# Aplysilla rosea
Aplysilla rosea is een sponssoort in de taxonomische indeling van de gewone sponzen (Demospongiae). De spons behoort tot het geslacht Aplysilla en behoort tot de familie Darwinellidae. De wetenschappelijke naam van de soort werd in 1876 voor het eerst geldig gepubliceerd door Barrois.

## Beschrijving
A. rosea vormt 3-6 mm dikke korsten met kleine, puntige "stekels". Het heeft slechts een paar osculum-openingen, 1-3 mm in diameter. De oorsprong van zijn naam is duidelijk de steenrode of dieprode kleur. De spons is zacht en samendrukbaar. Structureel lijkt de spons erg op A. sulfurea, maar de twee kleurvarianten worden als verschillende soorten beschouwd.

## Verspreiding
Deze sponzensoort is goed bekend in de meeste delen van de Atlantische Oceaan, inclusief de gehele kust van Noorwegen.

## Leefgebied
Deze spons wordt geregistreerd van op alle diepten van onder de getijdenzone tot 640 meter. Het wordt meestal gevonden op rotsachtige ondergrond, op locaties met weinig natuurlijk licht.